# Vincent et moi
Vincent et moi é um filme de fantasia franco-canadense dirigido por Michael Rubbo. É o 11º filme da Contes Pour Tous (Contos para todos), uma série de filmes infantis criados pela produtora Fête. 
Aos 114 anos, Jeanne Calment aparece brevemente no filme interpretando ela mesma, se tornando a mais velha atriz de todos os tempos. Calment dizia que tinha conhecido Vincent van Gogh pessoalmente em 1888 quando ela tinha treze anos.

## Sinopse
Jo ama desenhar, e ela é boa o suficiente para ganhar uma bolsa de estudos. Ela deixa a sua pequena cidade para estudar na cidade em uma escola de artes, para aprender a pintar como seu herói, Vincent van Gogh. Enquanto ela está fazendo um desenho certo dia, um misterioso homem compra algumas de suas obras, e pede para ela fazer mais alguns. Ele recompensa generosamente o trabalho dela e volta para Amsterdã. Não muito tempo depois, Jo lê uma revista anunciando a “descoberta” e venda milionária de alguns desenhos de um jovem Vincent van Gogh, desenhos que apenas ela e seu amigo, Felix, sabem que pertence a ela. A melhor coisa a se fazer é Jo e seus amigos irem para Amsterdã e achar o homem misterioso.

## Elenco
- Nina Petronzio como Jo
- Christopher Forrest como Felix Murphy
- Paul Klerk como Joris
- Vernon Dobtcheff|Alexandre Vernon Dobtcheff como Dr. Winkler
- Anna-Maria Giannotti como Grain
- Andrée Pelletier como Mrs. Wallis
- Matthew Mabe como Tom Mainfield
- Tchéky Karyo como Vincent van Gogh
- Jeanne Calment como ela mesma
- Kiki Classen
- Maria Giannotti
- Inge Ipenburg
- Michel Maillot
- Wally Martin
- Martijn Overing